# مایکل پرتوی
مایکل پرتوی (انگلیسی: Michael Pertwee؛ ۲۴ آوریل ۱۹۱۶ – ۱۷ آوریل ۱۹۹۱) یک فیلم‌نامه‌نویس اهل بریتانیا بود.
از فیلم‌ها یا برنامه‌های تلویزیونی که وی در آن نقش داشته است می‌توان به خنده در بهشت، در ناپل شروع شد، نمک و فلفل، غار و ترغیب‌گران! اشاره کرد.